# Кено (футболист)
Ма́ркос да Си́лва Фра́нса, более известный по прозвищу Ке́но (порт. Marcos da Silva França; Keno; родился 10 сентября 1989 года, Салвадор) — бразильский футболист, нападающий клуба «Флуминенсе».

## Биография
Кено начинал карьеру футболиста в «Америке Сержипи» из Проприи. Прозвище будущему футболисту дал его брат, который в силу возраста не мог выговорить слово «пекено» (pequeno), которое означает «маленький» — именно так его называла мама, поскольку Маркос родился довольно худым. До 2014 года, помимо чемпионатов штатов, выступал не выше бразильской Серии B. Среди его команд были «Ботафого Бонфиненсе», «Агия ди Мараба», «Парана» и «Санта-Круз» из Ресифи. В январе 2015 года перешёл в мексиканский «Атлас». Дебютировал за эту команду 18 января 2015 года в домашнем матче против «Морелии» (2:1).
В июне 2015 года перешёл в «Понте-Прету», где 12 июля, наконец, дебютировал уже в бразильской Серии A. «Понте-Прета» дома уступила «Атлетико Минейро» со счётом 0:2. Однако до конца года он забил лишь один гол в Кубке Бразилии — в ворота «Коритибы» (победа 2:1 в дополнительное время, поражение в серии пенальти).
После завершения сезона Кено вернулся в «Санта-Круз». 15 мая 2016 года Кено забил свой первый гол на уровне высших дивизионов национальных чемпионатов. В домашнем матче против «Витории» «Санта-Круз» выиграл со счётом 4:1, а Кено с пенальти забил четвёртый мяч своей команды.
В 2017—2018 годах Кено выступал за «Палмейрас», которому в 2018 году помог выиграть чемпионат Бразилии, однако медаль он получил постфактум, поскольку в августе отправился играть в египетский «Пирамидз». В сезоне 2019/20 выступал за «Аль-Джазира» (Абу-Даби). В июне 2020 года подписал контракт с «Атлетико Минейро».
В 2021 году выиграл вместе с «галос» чемпионат штата Минас-Жерайс, чемпионат Бразилии и Кубок Бразилии. Кено был одним из лидеров команды, особенно в финальной части сезона.

## Достижения
- Чемпион штата Минас-Жерайс (3): 2020, 2021, 2022
- Чемпион штата Пернамбуку (1): 2016
- Обладатель Кубка Нордесте (1): 2016
- Чемпион Бразилии (2): 2018, 2021
- Чемпион Кубка Бразилии (1): 2021
- Обладатель Суперкубка Бразилии (1): 2022